# Oncidium polyadenium
Oncidium polyadenium är en orkidéart som beskrevs av John Lindley. Oncidium polyadenium ingår i släktet Oncidium och familjen orkidéer. Inga underarter finns listade i Catalogue of Life.